# Francis Saili
Pour les articles homonymes, voir Saili.

a Compétitions nationales et continentales officielles uniquement.

b Matchs officiels uniquement.
Dernière mise à jour le 5 juillet 2024.
Francis Saili, né le 16 février 1991 à Auckland (Nouvelle-Zélande), est un joueur international néo-zélandais de rugby à XV évoluant aux postes de centre ou ailier. Il mesure 1,80 m pour 100 kg.

## Biographie
Francis Saili est le frère du troisième ligne néo-zélandais Peter Saili, qui est également passé par Auckland et les Blues. Il est également le cousin du demi d'ouverture international australien Noah Lolesio.

## Carrière

### En club
Francis Saili est né à Auckland, et suit sa formation rugbystique au St Peter's College.
Il commence sa carrière professionnelle en 2011 avec la province d'Auckland en NPC.
En 2012, il fait ses débuts en Super Rugby avec la franchise des Blues. Il joue quatre saisons avec cette franchise, disputant quarante-deux rencontres.
Au niveau provincial, il quitte Auckland pour évoluer avec North Harbour entre 2012 et 2013, avant de retourner jouer avec Auckland entre 2014 et 2015.
En 2015, il rejoint la province irlandaise du Munster en Pro12 pour un contrat de deux ans. 
En 2017, il s'engage en faveur du club londonien des Harlequins évoluant en Premiership,. 
En 2020, il s'engage au Biarritz olympique, évoluant en Pro D2, pour un contrat de deux saisons. Il prolonge son contrat pour deux saisons supplémentaires en avril 2021. À la fin de sa première saison, il participe à la remontée du club basque en Top 14, après une victoire en barrage d'accession face à Bayonne. Après voir été également l'auteur d'une bonne saison d'un point de vue individuel, Saili est nommé pour le trophée du meilleur de joueur de Pro D2 de la saison, mais le titre sera finalement octroyé à Melvyn Jaminet. À l'intersaison 2022, après la redescente de Biarritz, il cherche à quitter le club afin de continuer à jouer au plus haut niveau.
Après avoir été en discussion avec l'Union Bordeaux Bègles et le Stade français, il s'engage finalement au Racing 92 en septembre 2022, où il compense l'arrêt de carrière soudain de Virimi Vakatawa. Il devient joker Coupe du monde du club à l'automne 2023 avant de prolonger son contrat jusqu'à la fin de la saison 2023-2024. À la fin de la saison, il n'est pas conservé et quitte le club.
Dans la foulée de son départ du Racing, il s'engage pour deux saisons au RC Vannes, récemment promu en Top 14. Il prolonge son contrat jusqu'en 2027 à l'issue de la saison 2024/2025.

### En équipe nationale
Francis Saili joue pour la sélection scolaire néo-zélandaise (en) en 2009.
Il joue par la suite avec les Baby Blacks en 2011. Il remporte le championnat du monde junior cette année-là.
En juillet 2013, il est sélectionné par Steve Hansen pour évoluer avec les All Blacks. Il obtient donc sa première cape internationale dans le cadre du Rugby Championship le 7 septembre 2013, à l'occasion d'un match contre l'équipe d'Argentine à Hamilton. Il connaît une deuxième sélection deux mois plus tard face au Japon, puis n'est plus rappelé en sélection après cette date.

## Palmarès

### En club et province
- Vainqueur du Barrage d'accession au Top 14 en 2021 avec le Biarritz olympique.

### En équipe nationale
- Vainqueur du Championnat du monde des moins de 20 ans en 2011.
- Vainqueur du Rugby Championship en 2013.

## Statistiques internationales

### En équipe nationale
Au 24 septembre 2024, Francis Saili compte deux capes avec les All Blacks. Sur ces rencontres, une est disputée dans le cadre du Rugby Championship.
| Année | Compétition        | Matchs | Points | Essais |
| ----- | ------------------ | ------ | ------ | ------ |
| 2013  | Test matchs        | 1      | -      | -      |
| 2013  | Rugby Championship | 1      | -      | -      |
| Total | Total              | 2      | 0      | 0      |